# Bodza (folyó)
A Bodza (románul Buzău) folyó Románia keleti részében, a Szeret mellékfolyója. Hossza 302 kilométer. A Kárpátok délkeleti vonulataiban ered, Brassótól keletre, Prahova megyében. Keresztülhalad Brassó, Kovászna, Buzău és Brăila megyéken.
A folyó először északkelet, majd délkelet, végül ismét északkeleti irányba folyik. Elhalad Bodzavásár (Buzău) mellett, ami Buzău megye székhelye. Galac (Galați) városa közelében ömlik a Szeretbe, közel ahhoz a ponthoz, ahol a Szeret a Dunába torkollik.

## Főbb települések a folyó mentén
(Zárójelben a román név szerepel.)
- Bodzavám (Vama Buzăului)
- Bodzaforduló (Întorsura Buzăului)
- Szitabodza (Sita Buzăului)
- Zabratópatak (Zăbrătău)
- Bodzakraszna (Crasna)
- Siriu
- Nehoiașu
- Nehoiu
- Pătârlagele
- Cislău
- Viperești
- Măgura
- Berca
- Săpoca
- Vernești
- Mărăcineni
- Bodzavásár (Buzău)
- Săgeata
- Banița
- Vișani
- Câineni-Băi
- Grădiștea
- Racovița
- Latinu